# Дадышев, Леонид Александрович
Леонид Александрович Дадышев (1926—1943) — подпольщик Великой Отечественной войны, участник подпольной антифашистской организации «Молодая гвардия».

## Биография
Родился 26 октября 1926 года в городе Шахты Ростовской области. Отец из крестьян, азербайджанец, жил в городе Тавриз в Персии, в 1903 году приехал в Российскую империю. Сестра Надежда.
В 1934 году Дадышевы переехали в Кизляр, там Лёня пошел в первый класс, в 1936 году переехали в Иловайск.
Леонид легко решал задачи по математике и любил этот предмет, читал исторические романы и научно-популярную литературу, играл на мандолине, хорошо рисовал.
Зимой 1940 года приехали в Краснодон, там Лёня учился в школе № 1 имени А. М. Горького, потом в школе № 4 имени К. Е. Ворошилова, дружил с Семёном Остапенко, Виктором Лукьянченко и с Сергеем Тюлениным, они мечтали стать лётчиками.
Летом 1941 года, друзья ездили в Ворошиловград поступать в лётную школу, но из-за возраста их не приняли.
В октябре 1942 года Леонид вступил в комсомол и стал членом «Молодой гвардии». Вместе с Владимиром Куликовым, рисовал карикатуры на Гитлера, начальника полиции для листовок, освобождал военнопленных, собирал оружие, поджигал стога пшеницы.
Ночью 6 ноября 1942 года вместе со Степаном Сафоновым, Сергеем Тюлениным, Радием Юркиным вывесил красный флаг на школе № 4.
5 января 1943 года Леонида Дадышева арестовали.
Полицаи его секли плетьми, отрубили на правой руке кисть.
15 января 1943 года его расстреляли и сбросили тело в шурф шахты № 5.
Похоронен в братской могиле героев на центральной площади города Краснодона.
Посмертно награждён орденом Отечественной войны 1-й степени и медалью «Партизану Отечественной войны» 1-й степени.

## Память
Во времена СССР имя Леонида Дадышева было широко известно — в школах созданы экспозиции, пионерские отряды названы его именем, а в Баку проводился Всесоюзный турнир по бадминтону, посвящённый памяти молодогвардейца Л. А. Дадышева.